# Llista de corrents de la Catalunya del Nord

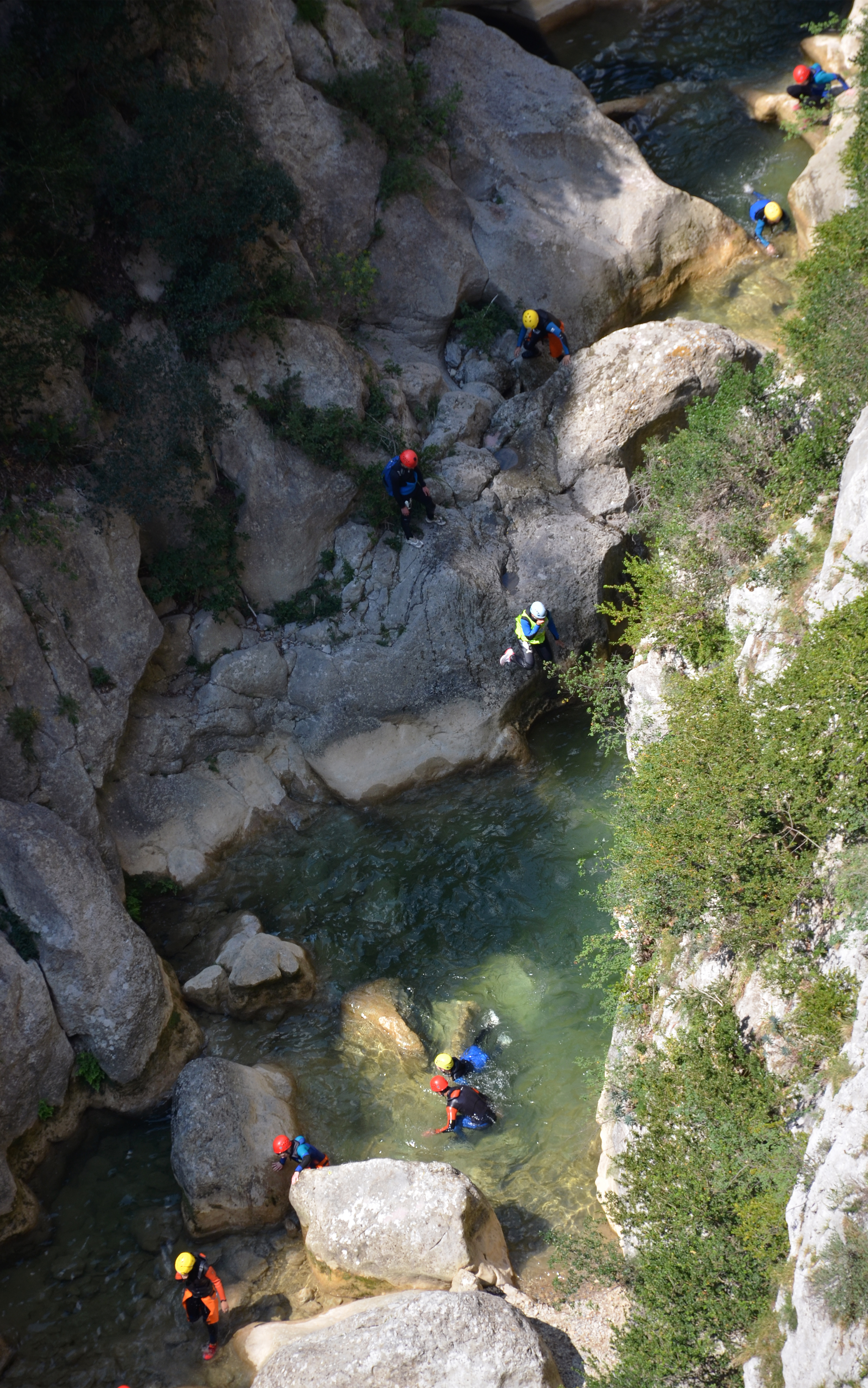
Les Gorges de Galamús sobre l'Aglí.

Llista de rius i rieres que tenen tot o part del seu recorregut al departament dels Pirineus Orientals (Catalunya del Nord i la comarca de Fenolleda).

## Classificació per ordre alfabètic

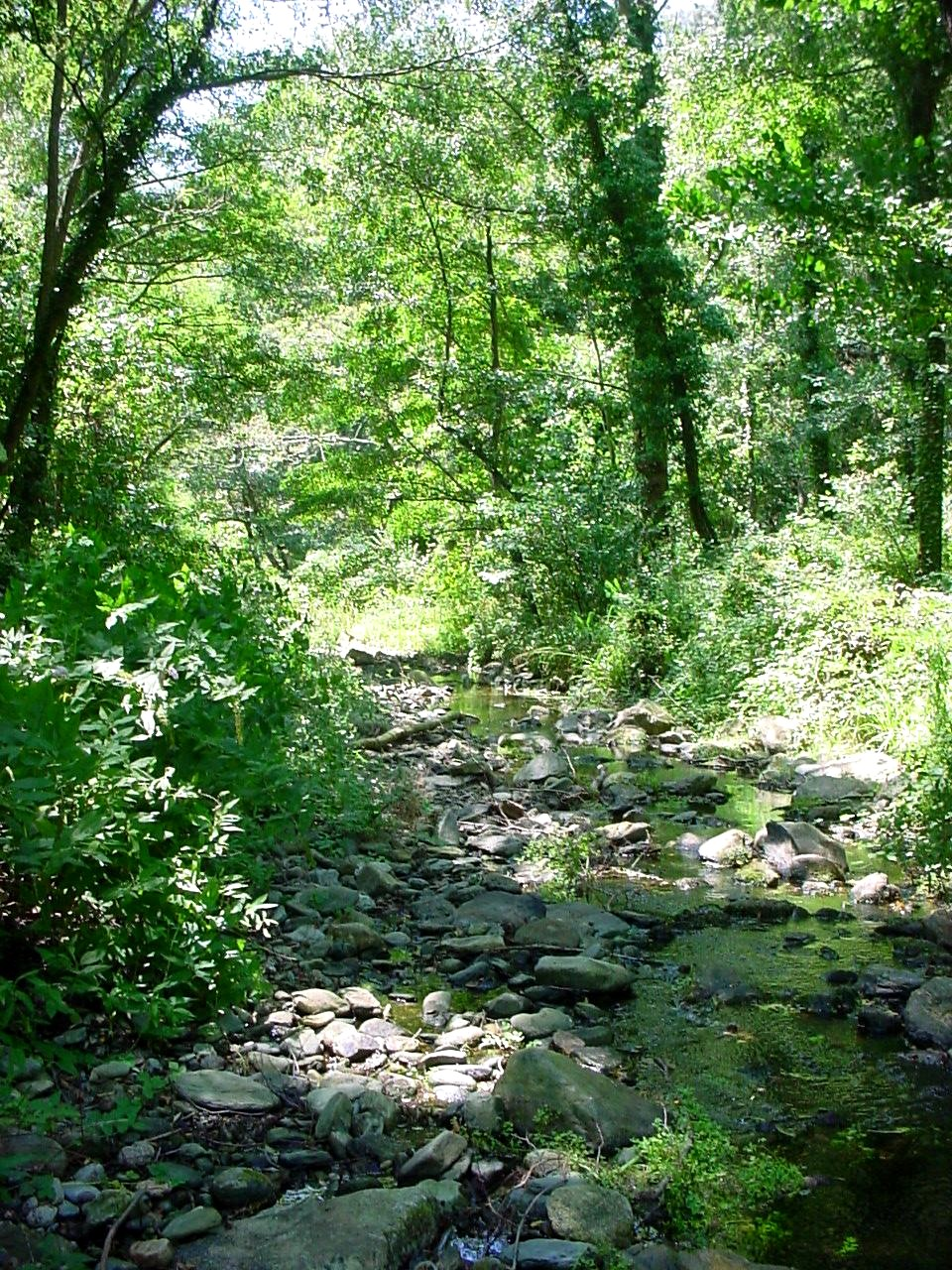
La Riera Ampla és un afluent del Tec.

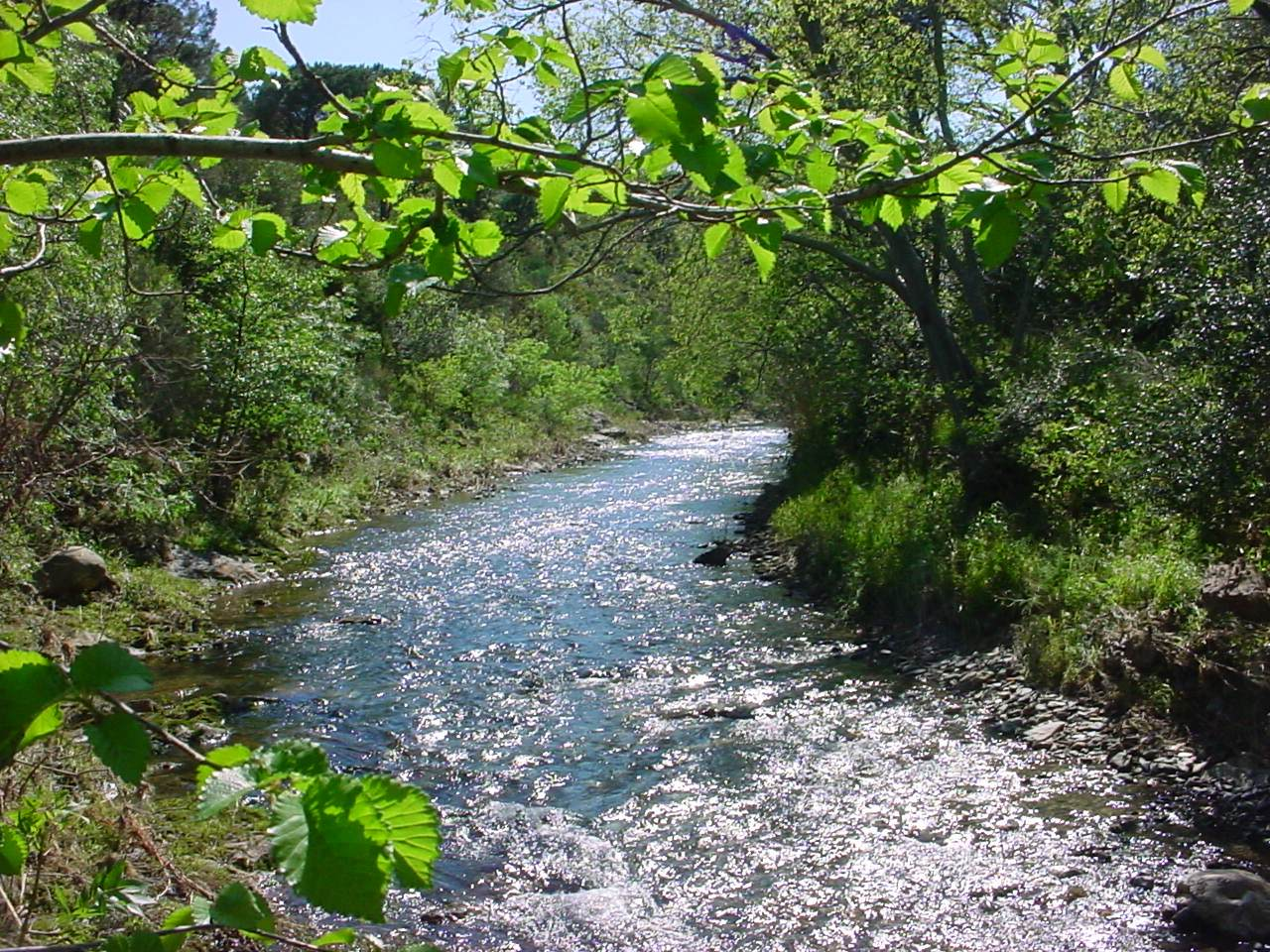
La Ribera de Vallàuria en declivi, aigües amunt de Banyuls de la Marenda.

A continuació es troba la llista en ordre alfabètic de tots els rius i corrents situats als Pirineus Orientals, que es poden trobar al nomenclàtor francès SANDRE, excepte el riu Muga:
- A: Aglí, Alemany, Ampla, Angostrina, Angust, Arieja, Aude
- B: Bassa, Berna, Bonabosc, Bulès, Bolzana, Brangolí
- C: Cabrils, Cadí, Callan, Campcardós, Cantarana, Carançà, Castellana, Comalada, Craberissa
- D: Desix
- E: Er, Èvol
- G: Galba
- L: Lentillà, Lladura, Llec, Lliterà
- M: Maçana, Matassa, Menera, Mentet, Morellàs, Maurí, Mondony, Muga
- P: Pesqueta
- R: Ravaner, Reart, Riberola, Riuferrer, Ròbol, Rotjà
- S: Sant Andreu, Segre
- T: Tanyarí, Tec, Tet
- V: Vallàuria, Vanera, Verdoble
- Q: Querol